# بنجامين إدواردز (سياسي)
بنجامين إدواردز (بالإنجليزية: Benjamin Edwards)‏ هو سياسي أمريكي، ولد في 12 أغسطس 1753 في مقاطعة ستافورد في الولايات المتحدة، وتوفي في 13 نوفمبر 1829. انتخب عضو مجلس النواب الأمريكي.